# Calvin Quate
Calvin Forrest Quate (7 décembre 1923 - 6 juillet 2019) est l'un des inventeurs du microscope à force atomique. Il était professeur émérite de physique appliquée et de génie électrique à l'université Stanford.

## Éducation
Il obtient son baccalauréat en génie électrique du College of Engineering de l'université de l'Utah en 1944 et son doctorat de l'université Stanford en 1950.

## Carrière et recherche
Quate est connu pour ses travaux sur la microscopie acoustique et à force atomique. Le microscope acoustique à balayage, inventé avec un collègue en 1973, a une résolution dépassant les microscopes optiques, révélant une structure dans des matériaux opaques ou même transparents non visibles par l'optique.
En 1981, Quate a connaissance d'un nouveau type de microscope capable d'examiner les matériaux électriquement conducteurs. En collaboration avec Gerd Binnig et Christoph Gerber, il développe un instrument connexe qui fonctionne sur des matériaux non conducteurs, notamment des tissus biologiques, et le microscope à force atomique est né. L'AFM trace les contours de la surface à l'aide d'une aiguille pour maintenir une pression constante sur la surface afin de révéler les détails atomiques. L'AFM est le fondement de l'industrie de la nanotechnologie pour 100 millions de dollars. Binnig, Quate et Gerber sont récompensés par le prix Kavli en 2016 pour avoir développé le microscope à force atomique.
Quate est membre de l'Académie nationale d'ingénierie des États-Unis et de l'Académie nationale des sciences. Il reçoit la médaille commémorative IEEE Morris N. Liebmann en 1980 et la médaille d'honneur de l'IEEE en 1988 pour « l'invention et le développement du microscope acoustique à balayage». Quate est devenu chercheur principal au Centre de recherche de Palo Alto (PARC) en 1984. En 2000, il reçoit prix Joseph F. Keithley pour les progrès en science de la mesure. Il est membre de l'Académie norvégienne des sciences et des lettres. Quate est décédé le 6 juillet 2019 à l'âge de 95 ans,.